# Noyemberyan
Noyemberyan (in armeno Նոյեմբերյան?; fino al 1938 Baran) è una città di 5 529 abitanti (2008), situata nella provincia di Tavush in Armenia.